# Wilhelm Speyer (Komponist)

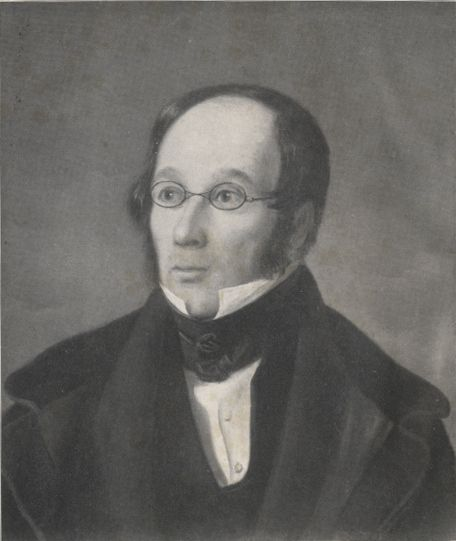
Der Komponist Wilhelm Speyer. Nach einem Ölgemälde von Heinrich von Rustige, etwa 1840

Wilhelm Speyer (auch Wilhelm Speier; * 21. Juni 1790 in Frankfurt am Main; † 5. April 1878 ebenda) war ein deutscher Komponist, der auch unter dem Namen „Lieder-Speyer“ bekannt war.

## Leben
Wilhelm Speyer wurde am 21. Juni 1790 in Frankfurt am Main als Sohn eines reichen Kaufmanns aus der Unternehmerfamilie Speyer geboren. Er kam im Alter von vier Jahren nach Offenbach am Main und wuchs dort auf. Schon frühzeitig wurde sein musikalischer Sinn durch Aufführungen in dem Hause des kunstsinnigen Fabrikanten Peter Bernard geweckt, der sich eine eigene 20 Personen starke Hauskapelle für Konzerte in seinem damaligen Herrenhaus, dem Büsing-Palais, hielt. Bei deren Leiter, Ferdinand Fränzl, erhielt er ersten Violinenunterricht. Später wurde er von Paul Emil Thieriot (1780–1831) unterrichtet. Johann Anton André war sein Lehrer für Komposition. Musiktheoretische Studien unternahm er bei Georg Jacob Vollweiler.
Seine musikalischen Studien führten ihn schließlich von 1811 bis 1813 nach Paris zu Pierre Baillot, Violinlehrer im Pariser Konservatorium und Haupt der modernen französischen Violinschule im frühen 19. Jahrhundert. 1818 reiste er nach Italien, wo er die deutschen Musikern Johann Simon Mayr, Johann Peter Pixis und J. Böhm kennenlernte. 1819 übernahm Speyer in Frankfurt die Geschäfte seines Vaters.
Nach zweijährigem Besuch der Universität Heidelberg und längeren Reisen war er nach seiner Rückkehr zunächst als Kaufmann tätig, bevor er sich seiner musikalischen Arbeit widmete. Unter seinen Kompositionen trafen seine zahlreichen Lieder, darunter Der Trompeter, Rheinsehnsucht und Die drei Liebchen den damals herrschenden Zeitgeschmack und erlangten eine große Popularität. Unter seinen Werken für Instrumentalmusik sind drei Quartette und ein Quintett für Streichinstrumente, Duos für Violine und Klavier zu finden. Auch stammt die erste, heute allerdings nicht mehr gebräuchliche Vertonung des Weihnachtsliedes Kling, Glöckchen, klingelingeling von ihm. Speyer erteilte auch Musikunterricht, unter anderem im Haus des Kantors der jüdischen Gemeinde in Offenbach, Isaac Ben-Juda Eberst. Dieser nahm nach seinem Umzug nach Köln den Namen Offenbach an, sein Sohn Jakob wurde als Jacques Offenbach weltberühmt.
Er war Mitglied der Offenbacher Freimaurerloge Carl und Charlotte zur Treue. In seiner Villa auf dem Grundstück Kaiserstraße 91 verrichtete die Loge 15 Jahre ihre Tempelarbeit. 1828 siedelte Speyer von Offenbach nach Frankfurt über, wo er neben der Musik auch als Börsenmakler tätig war. In Frankfurt gehörte er zu den Gründungsmitgliedern der Mozart-Stiftung.
Bei dem Erfolg seiner Lieder, seinem musikalischen Ehrgeiz und seinem Wohlstand hat es Speyer verstanden, zu vielen bedeutenden Musikern seiner Zeit in freundschaftliche Beziehungen zu treten und als Komponist und Musikmäzen eine bedeutende Rolle zu spielen. Die Herzen Offenbacher Musikfreunde gehörten ihm spätestens, seit es ihm gelungen war, den Geiger Niccolò Paganini nach Offenbach zu einem von Speyer dirigierten Konzert zu locken.
Speyer war mit Charlotte (Lotte) Auguste Wilhelmine, einer Tochter von Wolfgang von Goldner, verheiratet. Speyer starb am 5. April 1878.

## Würdigungen

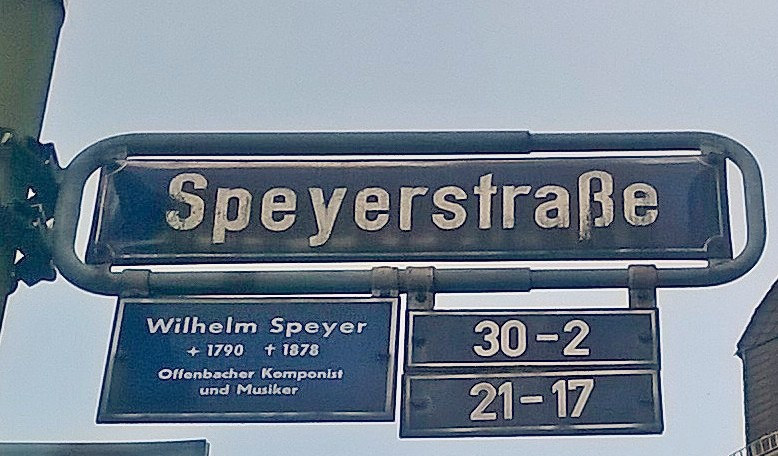
Straßenschild der Speyerstraße in Offenbach am Main

In Offenbach am Main ist die Speyerstraße nach Wilhelm Speyer benannt.